# Сягуань (фабрика)
«Сягуаньская чайная фабрика» (кит. упр. 下关茶厂) — чайная фабрика в китайской провинции Юньнань, производитель пуэра.
Выпускает как шэн-пуэр (кит. 生茶), так и шу-пуэр (кит. 熟茶).

## История
В 1941 году была основана «Канцзанская чайная фабрика» (кит. упр. 康藏茶厂, буквально: «Чайная фабрика провинций Сикан и Тибет»), которая разместилась в посёлке Сягуань уезда Фэнъи.
После вхождения провинции Юньнань в состав КНР в 1950 году был образован Специальный район Дали, и уезды Дали и Фэнъи вошли в его состав; при этом посёлок Сягуань уезда Фэнъи и прилегающие к нему земли уезда Дали были выделены в особую административную единицу — район Сягуань (下关区), в котором разместились власти специального района, поэтому Канцзанская чайная фабрика была переименована в Юньнаньскую Сягуаньскую чайную фабрику (кит. упр. 云南下关茶厂). Впоследствии Сягуань слился с уездом Дали в городской уезд Дали.

## Маркировка
С 2005 фабрика выпускает серии чаёв маркированные как правило, в виде четырёх цифр, иногда с дополнительным начальной буквой. Первые две цифры обозначают год рецепта, третья цифра — класс листьев, используемых в рецепте, и последняя цифра обозначает завод (для фабрики «Сягуань» это 3). Дополнительной начальной буквой, как правило, «Т», маркируется использование пресса. Например, T8613 означает, что это рецепт 1986 года из чайных листьев первого класса, фабрики «Сягуань», обработанный прессом.